# George-Albert Aurier
George-Albert Aurier, noto anche come Gabriel-Albert Aurier o solo Albert Aurier (Châteauroux, 5 maggio 1865 – Parigi, 5 ottobre 1892), è stato uno scrittore e critico d'arte francese.

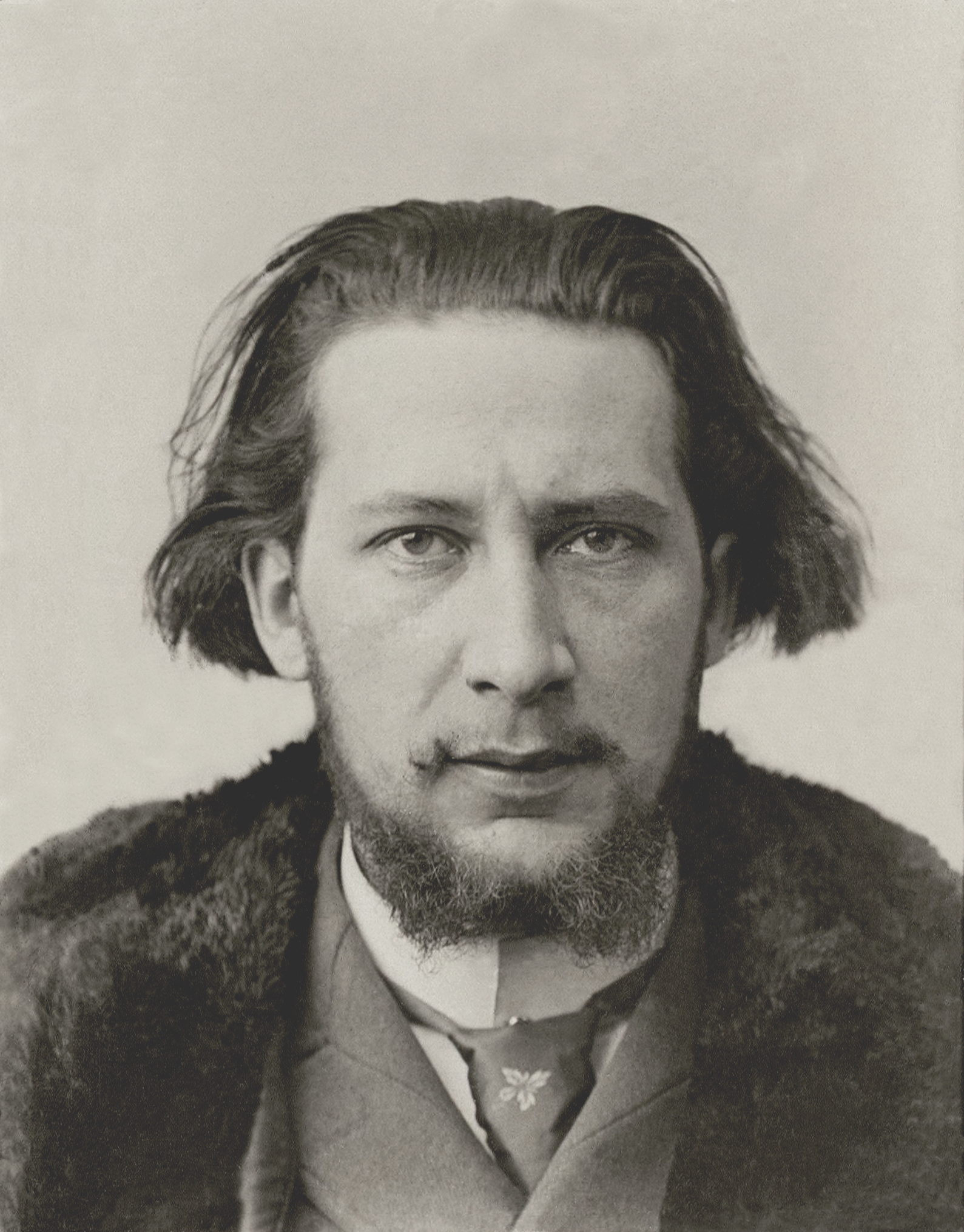
Albert Aurier

Nonostante sia morto giovanissimo a soli 27 anni, è stato molto importante nella definizione della scena artistica francese della seconda metà del XIX secolo.
È soprattutto noto per il contributo dato al dibattito artistico legato alla nascita del Simbolismo in arte, grazie ad un articolo apparso sul "Mercure de France" nel 1891, dal titolo Le Symbolisme en peinture. Paul Gauguin, in cui egli sostiene:
1° ideista, poiché il suo unico ideale sarà l'espressione dell'idea; 2° simbolista, poiché esprimerà questa idea attraverso delle forme; 3° sintetica, poiché essa comunicherà queste forme e questi segni secondo una modalità di comprensione generale; 4° soggettiva, poiché in essa l'oggetto non verrà mai considerato in quanto tale, ma in quanto segno dell'idea percepito da un soggetto;
5° l'opera d'arte dovrà essere decorativa.»
Nel gennaio dell'anno precedente Aurier aveva pubblicato sullo stesso giornale un articolo dedicato all'opera di Van Gogh intitolato Les Isolées: Vincent van Gogh, che per primo analizzava ed esaltava la pittura del geniale olandese; fu la prima -ed unica- volta in vita che Van Gogh ebbe un riconoscimento critico ufficiale. Più tardi, lo stesso Aurier aiuterà Theo, fratello di Vincent, ad organizzarne la mostra postuma a Parigi, che ebbe grandissimo successo.
Aurier, in vacanza nel sud della Francia (aveva incontrato Signac a Marsiglia) s'ammalò gravemente di febbre tifoide: invece di farsi curare da un medico, seguì i consigli di alcuni amici, studenti di medicina. Le sue condizioni s'aggravarono ed egli spirò il 5 ottobre del 1892, lasciando un vuoto incolmabile nel panorama critico.